# Basilichthys
Basilichthys é um género de peixes pertencentes à Subfamília Atherinopsinae da família Atherinopsidae, com  distribuição natural limitada à América do Sul.

## Descrição
As espécies que integram este género veiem em rios e lagos de águas doces, temperadas a frias. O género tem distribuição natural no sul da América do Sul, tanto em bacias fluviais que desaguam no Oceano Pacífico como no Oceano Atlântico.

## Espécies
O género Basilichthys inclui as seguintes espécies validamente descritas:
- Basilichthys archaeus (Cope, 1878)
- Basilichthys australis Eigenmann, 1928
- Basilichthys microlepidotus (Jenyns, 1841)
- Basilichthys semotilus (Cope, 1874)

Foram descritas outras espécies para este género, mas que investigação posterior levou a que caissem em sinonímia.